# John Letcher
John Letcher (Lexington, 29 marzo 1813 – 26 gennaio 1884) è stato un politico statunitense.

## Biografia
Fu il trentaquattresimo governatore della Virginia. Nato nel 1813, studiò al Randolph–Macon College e alla Washington and Lee University.
Lavorò al giornale Valley Star dal 1840 al 1850. Nel 1864 la sua casa a Lexington venne bruciata dai soldati nemici. Alla sua morte il corpo venne sepolto al Presbyterian Cemetery di Lexington.